# Lydia Wahlström

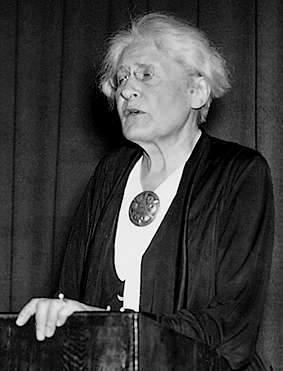
Lydia Wahlström som föredragshållare

Lydia Katarina Wahlström, född 28 juni 1869 i Lundby församling, Västmanlands län, död 2 juni 1954 i Johannes församling, Stockholms stad, var en svensk historiker och författare. Hon var framträdande i rösträttsrörelsen, blev 1907 ledamot av verkställande utskottet i Landsföreningen för kvinnans politiska rösträtt och 1909 föreningens ordförande. Hon lämnade dessa uppdrag 1911.

## Biografi
Lydia Wahlström var dotter till kyrkoherden Johan Gustaf Wahlström och Ida Schmidt. Hon hade tre äldre systrar, bland andra Clara Wahlström. Som barn upplevde hon att hennes far egentligen hade önskat sig en son och ansträngde sig därför i största möjliga mån för att bete sig som en pojke. I en skildring av sin mor pekar hon dock också på "att man väl mycket överskattar moderskärleken på faderskärlekens bekostnad. Men framför allt har jag lärt mig att man inte behöver idealisera sina föräldrar för att hålla av dem". Wahlström närde tidigt en dröm om att få bli prästvigd som sin far och har själv berättat att insikten om att hennes könstillhörighet skulle hindra det kom som en chock. Redan som ung var hon främmande för dåtidens kvinnoideal och svor att aldrig visa sig undergiven någon.
Efter studentexamen vid Wallinska skolan i Stockholm skrevs hon vid Uppsala universitet 1888. Tre år senare blev hon filosofie kandidat i historia, nordiska språk och statskunskap och 1898 disputerade hon i historia – som andra svenska kvinna någonsin – på en avhandling om Sveriges förhållande till Danmark 1788–1789. År 1892 var hon med och startade "Upsala Kvinliga Studäntförening" och blev dess första ordförande. Medlemmarna i föreningen var de första kvinnliga studenterna i Sverige som bar studentmössa offentligt, vilket ansetts opassande. Vid sidan av sina doktorandstudier undervisade hon i kristendomskunskap i Uppsala. Våren 1899 flyttade hon till England och här drev under ett års tid en flickskola i tillsammans med väninnan Elisabeth af Jochnick. Efter hemkomsten från England och blev hon  studierektor för Åhlinska skolan i Stockholm. Hon var en inspiration för många av sina elever, däribland Karin Boye. Lydia Wahlström och Karin Boye utvecklade också en vänskap efter skoltiden.
Efter sin pensionering år 1934 var hon aktiv som resetalare. Under 1930- och 1940-talen engagerade hon sig aktivt mot de totalitära strömningar som svepte över Europa i form av fascism, kommunism och nazism. Under det spanska inbördeskriget medverkade hon i Kvinnokommittén för Spaniens barn. Under åren 1940–1945 deltog hon aktivt i Tisdagsklubbens verksamhet.
Wahlström var aktiv som skribent under mer än 60 år. Hon publicerade sin första artikel i Dagny år 1893. Under det första decenniet av 1900-talet etablerade hon sig som författare med bland annat biografier över Heliga Birgitta och Erik Gustaf Geijer. Hon skrev under samma tid historiska uppsatser och ett stort antal artiklar med krav på kvinnlig rösträtt. Under 1910-talet författade hon flera historiska arbeten där Sverige och England under revolutionskrigens början betraktas som hennes viktigaste historiska verk. Under åren 1918–1924 gav hon ut tre romaner med självbiografiska inslag – Daniel Malmbrink, Sin fars dotter och Biskopen. Den sista av dessa böcker fick dålig kritik och Wahlström lämnade därmed romangenren och skrev därefter flera böcker med andlig inriktning. År 1949 utkom hennes 25:e bok, självbiografin Trotsig och försagd. 
Wahlström var synnerligen aktiv i föreningsliv och då speciellt kvinnoföreningar. Under sin studietid i Uppsala var hon medlem i flera studentföreningar och det var troligen under denna tid som hon blev medlem i Fredrika Bremer-förbundet. År 1904 blev hon ledamot av förbundsstyrelsen. År 1901 invaldes hon i sällskapet Nya Idun. Hon var med och grundade Stockholmsföreningen för kvinnans politiska rösträtt år 1902 och Akademiskt bildade kvinnors förening 1904. År 1906 deltog i bildandet av Religionsvetenskapliga sällskapet i Stockholm och hon var under flera års tid ledamot av styrelsen.
Wahlström fick flera utmärkelser: Litteris et Artibus (1924), Illis quorum (1934) och S:t Eriksmedaljen (1941). Hon erhöll professors namn år 1939.
Wahlström var under andra världskriget hängiven antinazist och medlem i den antinazistiska organisationen Tisdagsklubben.

## Kvinnorörelsen
Wahlström var aktiv som kvinnosakskvinna under hela sitt vuxna liv och kom tidigt in i den kvinnopolitiska debatten. Hennes mål var total jämlikhet mellan man och kvinna på alla områden i både hem och samhälle. Hon tecknade i flera omgångar den svenska kvinnorörelsens historia. År 1904 utkom hennes skrift Den svenska kvinnorörelsen och 1911 skrev hon en tidskriftsartikel med samma titel. År 1933 gav hon ut sitt mera omfattande verk Den svenska kvinnorörelsen.
Hon argumenterade för att de så kallade kvinnliga anlagen och intressena skulle få plats även i det offentliga rummet. Hon uttryckte att om inte kvinnor fick delta i politiken skulle “samhället likna ett hem utan husmor”. Wahlström medverkade när sex lokala rösträttsföreningar år 1903 bildade Landsföreningen för kvinnans politiska rösträtt, LKPR, och blev en av rörelsens teoretiker och ideologer. Hon tillhörde dess mest aktiva resetalare och skrev både artiklar och rösträttsbroschyrer. Hon var även dess ordförande 1909–1911, och hennes akademiska titel gav rösträttsrörelsen vetenskaplig legitimitet. Under sin tid i rösträttsrörelsen representerade Wahlström Sverige vid flera internationella kvinnokongresser. 
Politiskt stod Wahlström till höger under rösträttskampen. Som ordförande för Landsföreningen för kvinnans politiska rösträtt kritiserades hon under våren 1909 av de socialdemokratiska kvinnorna för att bryta föreningens politiska neutralitet. Inför Andrakammarvalet 1911 pågick en diskussion inom LKPR hur man skulle agera med tanke på att högern motsatte sig kvinnlig rösträtt medan liberaler och socialdemokrater var för kvinnlig rösträtt. Innan denna fråga var avgjord pressades Wahlström att avsäga sig ordförandeskapet för LKPR sedan hon skrivit en artikel som väckt stor kritik hos bland annat danska rösträttskvinnor[förklaring behövs]. Den 20 juni 1911 hölls ett extra Centralstyrelsemöte varvid Wahlström formellt avgick. Hon medverkade därefter i det fortsatta arbetet med debattartiklar och offentliga framträdanden, bland annat vid det stora Antirösträttsmötet 1912 i Uppsala. 
Wahlström var under flera decennier av 1900-talet aktiv i kvinnornas kamp för lika lön för lika arbete samt rätten till högre statliga tjänster. Hon drev från slutet av 1910-talet fram till sin bortgång oförtröttligt kvinnornas krav på rätten att inneha prästämbetet. Hon fick dock inte uppleva målgången i denna fråga. 
Hon var verksam mot människohandel som medlem i Vaksamhet mot vit slavhandel.

## Privatliv
Wahlströms privatliv präglades av återkommande nära relationer med kvinnor och med inslag av en normbrytande sexualitet. Under sin Uppsalatid hade hon under flera år en passionerad relation med Klara Johanson som då bedrev kandidatstudier i litteraturhistoria. Mot slutet av 1890-talet kom filosofie kandidaten Elisabeth af Jochnick in i Wahlströms liv och under drygt ett år levde de vid sekelskiftet 1900 tillsammans i England.
Under 1902 utvecklades en nära relation mellan Wahlström och Anna Gustafson och de planerade för ett eget hem. Bilden förändrades dock 1904 genom Gustafsons förlovning med dialektforskaren Gideon Danell. När Gustafson och Danell hösten 1909 gifte sig önskade Wahlström att deras äktenskap skulle vara fritt från sex. År 1916 fick dock paret Danell en dotter. Wahlström blev det nyfödda barnets gudmor och familjen Danell och Lydia Wahlström förblev vänner livet ut. Wahlström var en självskriven gäst hos Danells varje jul och gästade dem varje sommar.
Under början av 1920-talet utvecklades starka band mellan Lydia Wahlström och hennes före detta elev Anita Nathorst. Denna studerade teologi och blev 1927 Sveriges första teologie licentiat. Följande år avbröt hon dock sina doktorandstudier och valde en lärarbana. Hon flyttade då in hos Lydia Wahlström i hennes lägenhet i Stockholm. De två delade bostad under fyra år. Under 1930-talet blev relationen mellan Wahlström och Nathorst alltmer konfliktfylld och under 1937 bröt Nathorst all kontakt med Wahlström.
Under 1934–1935 gick Wahlström i analys hos en psykoanalytiker för att bland annat få en uppfattning om sin sexuella läggning. Denne framhöll att hon var bisexuell och våren 1945 redovisade hon detta i en uppsats i antologin Pastoralpsykologi.

## Lydiapriset
Lydiapriset är uppkallat efter två Lydior, Lydia Wahlström och Lydia från Thyatira. Priset delas ut varje år av stiftsstyrelsen i Västerås stift och ska tilldelas en prästvigd kvinna, som gjort skillnad i ungdomsarbetet inom stiftet.

- 2012: Maria Agstam Häggqvist
- 2013: Joan Donkin
- 2014: Anna-Karin Pettersson
- 2015: Cecilia Redner
- 2016: Gunilla Skottsborg
- 2017: Mia Ehrengren
- 2018: Karolina Pernling
- 2019: Lisa Fröberg
- 2020: Brita Landin
- 2021: Josefine Jerhlander
- 2022: Maria Eklind
- 2023: Stina Svan
- 2024: Ingrid Eklund

### Redaktör
- Hofsten, Bengt von (1913). Bengt von Hofstens brev från 1809 års riksdag / utg. med inledning och anmärkningar av Lydia Wahlström. Stockholm: Norstedt. Libris 8206090. https://litteraturbanken.se/författare/HofstenB/titlar/BengtVonHofstensBrev/sida/I/faksimil